# پائولو پلی
پائولو پُـلی (ایتالیایی: Paolo Poli؛ ‏ ۲۳ مهٔ ۱۹۲۹ – ۲۵ مارس ۲۰۱۶) بازیگر، فیلم‌نامه‌نویس، و خواننده اهل ایتالیا بود. وی بین سال‌های ۱۹۵۵ تا ۲۰۱۶ میلادی فعالیت می‌کرد.
از فیلم‌ها یا برنامه‌های تلویزیونی که وی در آن نقش داشته‌است، می‌توان به برای عشق… برای افسون… و الاغ طلایی: محاکمه برای حقایق عجیب دربارهٔ لوکیوس آپولیوس، شهروند روم اشاره کرد.